# Nesophontes edithae
A Nesophontes edithae az emlősök (Mammalia) osztályának Eulipotyphla rendjébe, ezen belül a kihalt karibicickány-félék (Nesophontidae) családjába tartozó faj.
Családjának és nemének a típusfaja.

## Előfordulása
Ez az élőlény Puerto Rico, Vieques, Saint John és Saint Thomas szigeteken volt honos.
Korábban úgy vélték, hogy a 16. század előtt, vagy annak elején halhatott ki, azonban újabb maradványok, pontosabb kormeghatározási eszközök segítségével bebizonyították, hogy ez a karibicickányfaj később halt ki.

## Megjelenése
A karibicickány-félék között a Nesophontes edithae volt a legnagyobb. Ez annak köszönhető, hogy az ő szigetein nem éltek patkányvakondfélék (Solenodontidae) - rokon állatok, melyek átlagosan nagyobb testűek, mint a karibicickány-félék -, és nem kellett versengjen velük.

## Életmódja
Amikor az európaiak behurcolták e szigetekre a patkányokat (Rattus) a nyugodt életmódú Nesophontes edithae nem bírt velük versengeni. Ez az állat valószínűleg éjszaka, az avarban mozgott és rovarokkal, valamint egyéb gerinctelenekkel táplálkozott. A hegyi erdőket és bozótosokat kedvelhette.

## Fordítás
- Ez a szócikk részben vagy egészben  a   Puerto Rican nesophontes című angol Wikipédia-szócikk ezen változatának fordításán alapul.  Az eredeti cikk szerkesztőit annak laptörténete sorolja fel. Ez a jelzés csupán a megfogalmazás eredetét és a szerzői jogokat jelzi, nem szolgál a cikkben szereplő információk forrásmegjelöléseként.